# خلیج قره‌بغاز
خلیج قَرَه‌بُغاز (به ترکمنی: Garabogazköl Aylagy) به معنی تنگه بزرگ، یک تالاب کم‌ژرفا و بزرگ از دریای کاسپین واقع در شمال غربی ترکمنستان است. میانگین ژرفای این خلیج ۱۰ متر است. این خلیج توسط باریکه‌ای صخره‌ای و باریک از پهنه اصلی دریای کاسپین جدا شده‌است. شهر قره‌بغاز (بیک‌داش پیشین) در بخش شمالی این باریکه خاکی قرار داشته و در حدود ۱۰ هزار نفر جمعیت دارد. آب قره‌بغاز در برخی فصل‌ها بالاتر آمده و شکل خلیجی از دریای کاسپین را پیدا می‌کند اما در دیگر فصول پایین رفته و از دریا جدا شده و به حالت تالاب با برکه‌ها و کفه‌های تبخیری نمکی درمی‌آید. مساحت خلیج قره‌بغاز ۱۸ هزار کیلومتر مربع (۶۹۰۰ مایل مربع) و بیشینه ژرفای آن ۳.۵ متر است. این دریاچه یکی از مهم‌ترین مکان‌های برداشت نمک و میرابیلیت در جهان است.
این دریاچه یکی از شورترین پهنه‌های آبی روی زمین است. سطح آب این دریاچه از چند متر تا چند سانتی‌متر پایین‌تر از دریای کاسپین است و بنابراین جریان مداومی از آب از دریای کاسپین به این دریاچه وجود داشته است. میزان شوری آن ۲۷۰ تا ۳۰۰ گرم در لیتر اندازه‌گیری شده است و سنگ‌های نمک تبخیری گوناگونی به طور طبیعی در درون دریاچه تشکیل می‌شوند. این سنگ‌های نمکی از دهه ۱۹۲۰ برای اهداف تجاری مورد استفاده قرار گرفته‌اند. در سال ۱۹۸۰ سدی بر روی این تالاب ساخته شد تا از کاهش سطح آب دریای کاسپین جلوگیری شود، زیرا سطح آب در سال ۱۹۷۷ کمترین میزان در تاریخ ۴۰۰ ساله دریای کاسپین بود. پس از این اقدام، تالاب در نوامبر ۱۹۸۳ کاملاً خشک شد. سد در سال ۱۹۹۲ شکسته شد و تالاب با سرعت ۱.۷ متر در سال دوباره با آب پر شد. سطح آب تالاب سالانه و فصلی، مشابه دریای کاسپین، در نوسان است. محیط پیرامون تالاب به دلیل آب و هوای قاره‌ای خشن، نیمه‌بیابانی است. شرایط و ویژگی‌های آب قره‌بغاز بر اساس میزان آبی که از دریای کاسپین روانه می‌شود تعیین می‌شود‌
ژرفای کم باعث می‌شود آب‌های شور خلیج به دریا بازگردند. بنابراین، این خلیج بر تعادل نمک دریای کاسپین تأثیر می‌گذارد. به ازای هر کیلومتر مکعب، ۱۳ تا ۱۵ میلیون تن نمک گوناگون از دریا به خلیج سرازیر می‌شود. هر ساله ۸ تا ۱۰ کیلومتر مکعب آب به خلیج سرازیر می‌شود. در مواقعی که سطح آب بالاست، این رقم به ۲۵ کیلومتر مکعب می‌رسد.

## ریشه‌شناسی
نام این پهنه آبی از شهر نزدیک به آن، قره‌بغاز گرفته شده است. این نام در ابتدا به تنگه باریکی اطلاق می‌شد که خلیج را به دریای کاسپین متصل می‌کرد. از آنجا که آب این تنگه که در زبان ترکمنی بغاز (به معنی گلوگاه) نام دارد، از آب‌های دو طرف تیره‌تر بود، آن را قره (به معنی تیره و سیاه) نامیدند، از این رو به قره‌بغاز نامیده شد. با گذشت زمان، این نام به خود خلیج و در نهایت به شهر اطلاق شد.

## تاریخ
بر اساس داستان‌ها و افسانه‌های قدیمی، این تالاب دارای غاری عمیق و مرموز بود که تصور می‌شد آب‌های دریای کاسپین را به خود جذب می‌کند. نخستین پژوهش علمی درباره این پهنه آبی در سال ۱۷۱۵، در جریان سفر اکتشافی الکساندر بکوویچ چرکسکی انجام شد که به دستور پتر کبیر سواحل و تالاب‌های دریای کاسپین را نقشه‌برداری کرد. تا میانه‌های سده نوزدهم میلادی پژوهش‌های چندانی انجام نشد، اما در سال ۱۸۳۶،  جی. اس. کارلین، نخستین کسی بود که پس از سال‌ها وارد خلیج قره‌بغاز شد، او دریافت که آب‌های دریای کاسپین به دلیل دمای بسیار بالای ناشی از نزدیکی آن به بیابان‌های پیرامونش، در حال تبخیر هستند. در سال ۱۸۴۷ میلادی، ژربتسوف ستوان نیروی دریایی ارتش روسیه، برای نخستین بار با کشتی بخار ولگا در پیرامون تالاب سفر کرد و توصیفات جغرافیایی و مطالعاتی از منطقه انجام داد. او نمونه‌هایی را از کف تالاب برداشت و در آن زمان نمونه‌هایی ناشناخته کشف کرد. او سپس لایه‌ای را کشف کرد که زیر آن سنگ نمک خاصی به نام نمک گلوبر (میرابیلیت) قرار داشت.

## شوری
خلیج قره‌بغاز چه از نظر مساحت و چه از نظر حجم کوچک‌ترین جز دریای کاسپین است. مساحت این بخش تنها ۳ درصد از کل مساحت دریای کاسپین است، اما شرایط زیستی بسیار منحصربه‌فردی دارد. سطح آب قره‌بغاز از دریای کاسپین چند متر کمتر است. آب در این بخش به سرعت تبخیر می‌شود و به همین دلیل غلظت نمک در آن بسیار زیاد است. گاهی غلظت نمک بیشتر از ده و حتی ۲۰ برابر بخش‌های مرکزی است. زیستمندان کاسپین به دلیل شوری زیاد در این بخش دیده نمی‌شوند و تنها ارگانیسم‌هایی که با شوری سازگار هستند، در آن زیست می‌کنند.
میزان شوری این تالاب به طور متوسط حدود ۳۵٪ است، در حالی که این میزان در دریای کاسپین ۱.۲٪ و در اقیانوس‌های سراسر جهان بین ۳ تا ۴٪ است. به دلیل شوری بسیار بالا، که با دریای مرده قابل مقایسه است، پوشش گیاهی دریایی بسیار کمی دارد یا اصلاً ندارد. رسوبات تبخیری بزرگ که عمدتاً از نمک در ساحل جنوبی تشکیل شده‌اند، از دهه ۱۹۲۰ میلادی توسط مردم محلی برداشت می‌شدند، اما در دهه ۱۹۳۰ جمع‌آوری دستی متوقف شد و صنعت به شمال غربی و به مرکز کنونی خود در نزدیکی قره‌بغاز منتقل شد. از دهه ۱۹۵۰ به بعد، آب‌های زیرزمینی از سطوح پایین‌تر از خود خلیج پمپاژ می‌شدند و انواع نمک‌های ارزشمندتری را به دست می‌آوردند. در سال ۱۹۶۳، ساخت یک کارخانه مدرن در قره‌بغاز برای افزایش تولید فرآورده‌های نمکی در تمام طول سال، مستقل از تبخیر طبیعی، آغاز شد.  ساخت این کارخانه در سال ۱۹۷۳ به پایان رسید.
در مارس ۱۹۸۰، کارگران به دلیل نگرانی از تبخیر و تسریع سقوط آب دریای خزر، مسیر اتصال به دریای خزر را مسدود کردند. "کاسه نمک" حاصل از آن باعث مشکلات گسترده در تولید و تهیه نمک شد، طبق گزارش‌ها، گرد و غبار ناشی از خشکی دریاچه مشکلات سلامتی را برای صدها کیلومتر در جهت باد به سمت شرق ایجاد کرده است.

## تبخیر کامل
در سال ۱۹۸۴ میلادی دریاچه کاملاً خشک شد. در ژوئن ۱۹۹۲، هنگامی که سطح آب دریای کاسپین دوباره بالا آمد، این مانع به دستور رئیس جمهور ترکمنستان، صفرمراد نیازف، برداشته شد و با ورود دوباره آب دریای کاسپین اجازه داده شد تا این خلیج دوباره پر شود.

## تغییر سطح
تبخیر قره‌بغاز بخش مهمی از حجم آب ورودی از رودخانه ولگا به دریای کاسپین را تبخیر و خنثی می‌کرد. در دهه ۱۹۸۰ که سطح دریای کاسپین به‌شدت رو به کاهش بود، دولت شوروی آن بند را مسدود کرد، در نتیجه آب آن خلیج رو به خشکی رفت و در سال ۱۹۸۴ کلاً خشک و در عوض سطح دریای کاسپین از فرونشستن بازماند. در دهه ۱۹۹۰ که سطح دریای کاسپین بالا آمد و بخش گسترده‌ای از سواحل را فراگرفت، شوروی شکافی در آن سد ایجاد کرد و بخشی از آب دریای کاسپین به قره‌بغاز سرازیر و بخشی از آن خلیج دوباره آب‌دار شد. سطح دریای کاسپین نیز از بالا آمدن بیش‌ازحد بازماند و تثبیت شد. با خشک‌شدن خلیج قره‌بغاز، شوروی به استخراج و بهره‌برداری از املاح برجامانده پرداخت که هنوز هم در ترکمنستان ادامه دارد.
در سپتامبر ۱۹۸۴ میلادی، پس از ساخت سازه‌های زهکشی آب، آب‌های دریای کاسپین به سوی خلیج سرازیر شدند. و جریان سالانه‌ای معادل ۱.۶ کیلومتر مکعب ایجاد کردند. این اقدام با هدف بازگرداندن خلیج به شرایط طبیعی خود و در نتیجه کاهش اثرات نامطلوب خشک شدن بر زیست‌بوم و شوری آب خلیج انجام شد. بین سال‌های ۱۹۹۲ تا ۱۹۹۵، میزان آب منتقل شده از دریای کاسپین به خلیج، سطح آب دریای کاسپین را تقریباً ۳۰ سانتی‌متر کاهش داد. در سال ۲۰۰۸ میلادی، تالاب به طور کامل احیا شد و به مرزهای پیشین خود بازگشت.

خلیج قره‌بغاز در سمت راست این پل دیده می‌شود.

## ادبیات و فرهنگ
کنستانتین پائوستوفسکی نویسنده روس در سال ۱۹۳۲ میلادی کتاب به نام قره‌بغاز نوشت که در آن او راه‌اندازی صنعت نمک قره‌بغاز توسط دولت شوروی در دهه ۱۹۳۰ را ستایش می‌کند.
در سال ۱۹۳۵، الکساندر رازومنی کارگردان اهل روسیه، فیلمی به نام قره‌بغاز (به روسی: Кара-Бугаз) با آهنگسازی میخائیل ایپولیتف ایوانف ساخت.